# 실비아 창
실비아 창(영어: Sylvia Chang, 중국어 정체자: 張艾嘉, 간체자: 张艾嘉, 병음: Zhāng Àijiā 장아이자[*], 한자음: 장애가, 1953년 7월 21일 ~ )은 타이완의 배우, 영화 감독, 영화 각본가, 영화 제작자, 가수이다.

## 참여 작품

### 배우로서
- 매시 (드라마)
- 금옥양연홍루몽
- 최가박당
- 해탄적일천
- 쌍룡회
- 음식남녀
- 레드 바이올린
- 심동
- 천녀유혼 (애니메이션)
- 20 30 40
- 산하고인
- 지구 최후의 밤

### 영화 제작자로서
- 심동
- 20 30 40